# Martinus-Gymnasium Linz
Das Martinus-Gymnasium in Linz am Rhein (kurz MGL) ist eine staatliche Schule in der Trägerschaft des Kreises Neuwied. Es wird zurzeit von 780 Schülern besucht, die von 66 Lehrkräften unterrichtet werden. Die dynamische Entwicklung der Schülerzahlen spiegelt sich im Ausbau des Hauptgebäudes in den Innenhof hinein wider. Der 1996 errichtete, dem Hauptgebäude angegliederte Anbau beherbergt hauptsächlich die Schüler der Orientierungsstufe.

## Geschichte

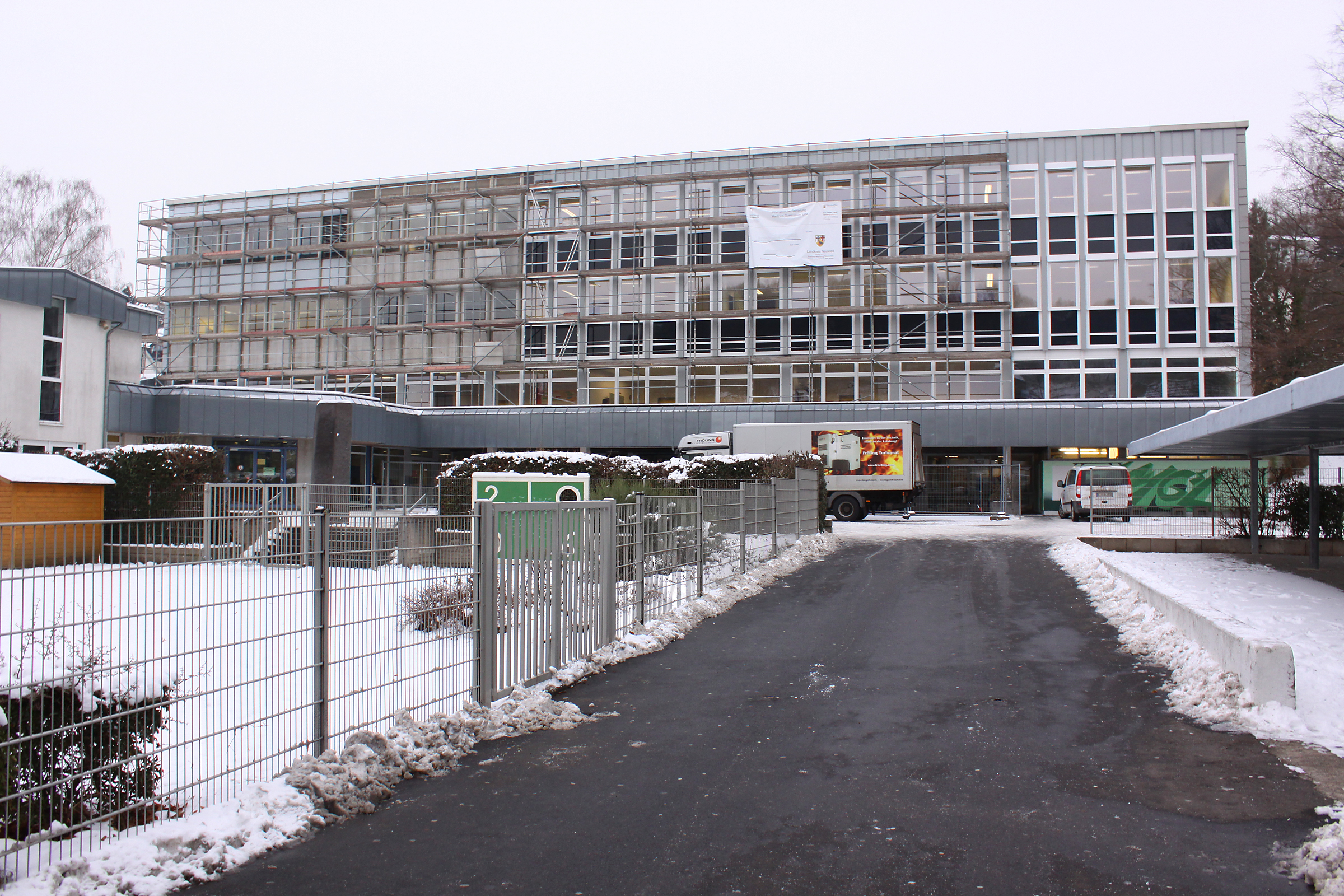
Hauptgebäude während der energetischen Sanierung 2010

Das Martinus-Gymnasium Linz wurde 1706 als „Studium Martianum“ gegründet und zählt somit zu den ältesten Schulen des Rheinlands. Den Traditionsnamen „Martinus-Gymnasium“ haben Kollegium, Schulelternbeirat und Schülerschaft 1967 gewählt, als das jetzige Schulgebäude bezogen wurde.
Wichtige Daten in der Entwicklung der Schule:
- 1706–1815: Städtische Schule Linz (damals Kurstaat Köln)
- ab 1817: Königliches Progymnasium zu Linz am Rhein[3] (Preußen)
- ab 1911: Vollanstalt
- ab 1937: Deutsche Oberschule
- ab 1945/1953: Alt- und Neusprachliches Gymnasium
- ab 1974: Einrichtung der Mainzer Studienstufe
- 2006: Die Schule feiert ihr 300-jähriges Bestehen
- 2007: Schulleiter Reiner Meier verlässt die Schule und wechselt zur KMK nach Bonn, Ina Dammann wird kommissarische Schulleiterin
- 2007: grundlegende Renovierung der naturwissenschaftlichen Fachräume
- 2008: Am 6. Februar übernimmt Axel B. Brott die Stelle des Schulleiters
- 2009/2010: Energetische Sanierung des Hauptgebäudes (Fassadenerneuerung und Modernisierung der Heizungsanlagen)
- 2010: Einführung des Lehrerraumprinzips (Probejahr)
- 2011: Rückkehr zum Klassenraumprinzip
- 2011: Fassadenerneuerung der Sporthallen
- 2014: Axel B. Brott verlässt die Schule und wechselt an die Deutsche Schule Istanbul, Lutz Hasbach wird kommissarischer Schulleiter
- 2015: Thomas Schmacke übernimmt die Stelle des Schulleiters
- 2018: Stellvertretender Direktor Lutz Hasbach verlässt die Schule

## Sprachenfolge
- Erste Fremdsprache (5. Klasse): Englisch
- Zweite Fremdsprache (6. Klasse): Französisch oder Latein
- Dritte (fakultative) Fremdsprache (9. Klasse): Französisch/Latein oder Italienisch
- Angebot eines Französisch-Nullkurses als neu einsetzende Fremdsprache in der Oberstufe[4]

## Außerunterrichtliches Angebot
- Musik: Chöre, Big-Band, jährliche Konzerte
- Praktika: Betriebs- und Sozialpraktikum in der Stufe 11, jährlicher Berufsfindungstag, Berufswahlunterricht in der 11. bzw. 12. Jahrgangsstufe
- Sport:Badminton, schulinterne Wettkampfturniere
- Religion: Gottesdienste (zur Einschulung, zum Abitur, anlässlich des Martinusfestes usw.), Fahrt nach Taizé, eine insgesamt enge Zusammenarbeit mit den Kirchen
- Sonstiges: Börsenspiel der Sparkassen, Erfolge bei Einzelwettbewerben zur politischen Bildung und in Mathematik, „Grünes Klassenzimmer“, Theater-Arbeitskreis, Spanisch-AG, Schulsanitätsdienst, Forscher-AG (Biologie, Physik und Chemie), JUNIOR-Projekt BluePrints (Nov. 2010 – Juni 2011)
- jährliche Schulfeste: Martinusfest (Tag der offenen Tür)

## Austauschprogramme
Es finden regelmäßige Austauschprogramme mit folgenden Schulen statt:
- Frankreich: Collège et Lycée Privés Mixtes St.-Joseph du Loquidy
- Frankreich: Pornic, Lycée du Pays de Retz (Städtepartnerschaft)
- Vereinigte Staaten: High School in Cobb County (alle zwei Jahre im Rahmen der Linz / Marietta-Städtepartnerschaft)
- Italien: Monticello Brianza

## Bekannte Schüler
- Alexander Bertram Joseph Minola (1759–1829), Geistlicher, Gymnasiallehrer und Historiker
- Bernhard Constantin von Schoenebeck (1760–1835), Mediziner, Gelehrter, Bibliothekar und Autor
- Anton Joseph Weidenbach (1809–1871), Publizist, Archivar und Historiker
- Joseph von Keller (1811–1873), Kupferstecher
- Gisbert von Romberg II. (1839–1897), Adeliger
- Paul Schölmerich (1916–2015), Internist und Hochschullehrer
- Leonhard Reinirkens (1924–2008), Schriftsteller und Rezitator
- Hubert Willi Klein (* 1949), deutscher Ingenieur und Hochschullehrer
- Herbert Mertin (1958–2025), FDP-Politiker, Justizminister in Rheinland-Pfalz[5]
- Martin Diedenhofen (* 1995), SPD-Politiker